# DIP-переключатель

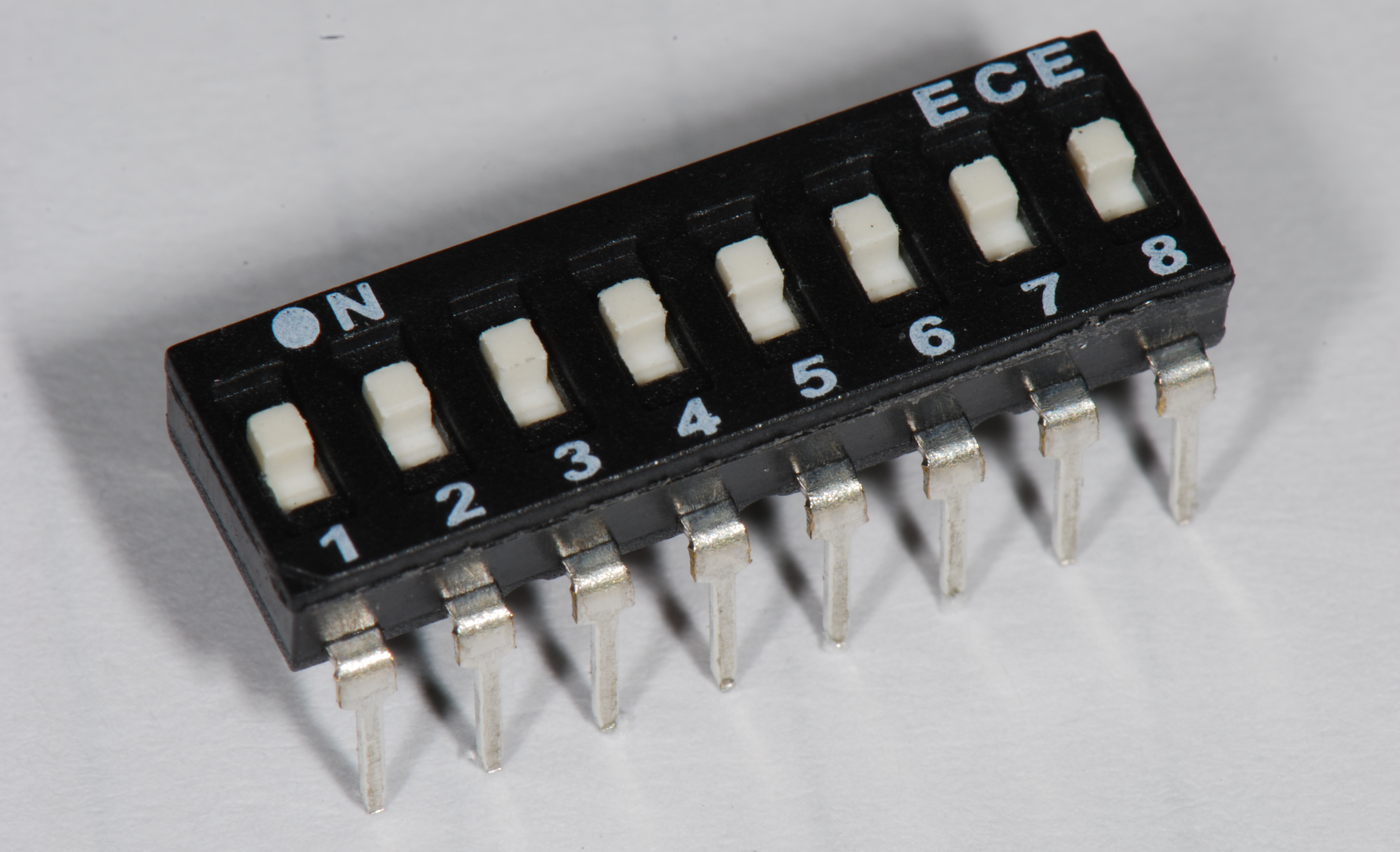
DIP-переключатель со скользящими приводными элементами

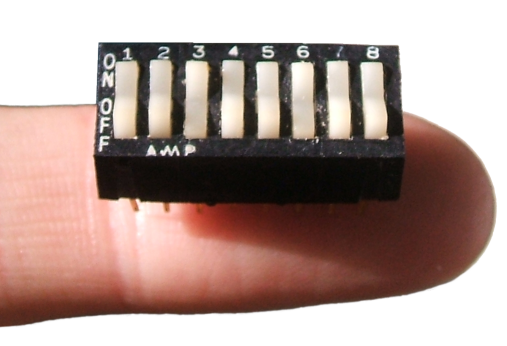
A rocker-style DIP switch

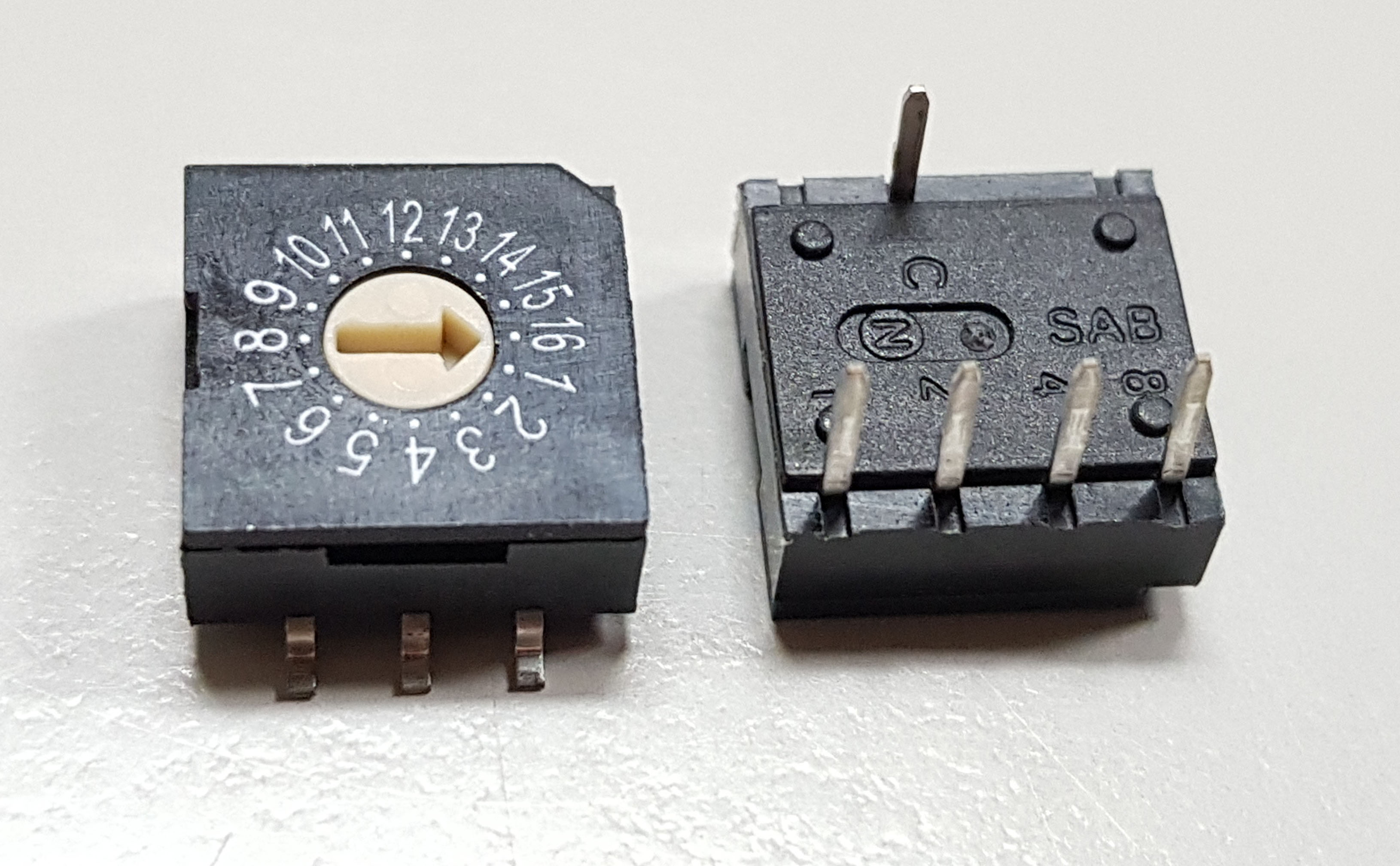
DIP-переключатель с поворотным приводным элементом

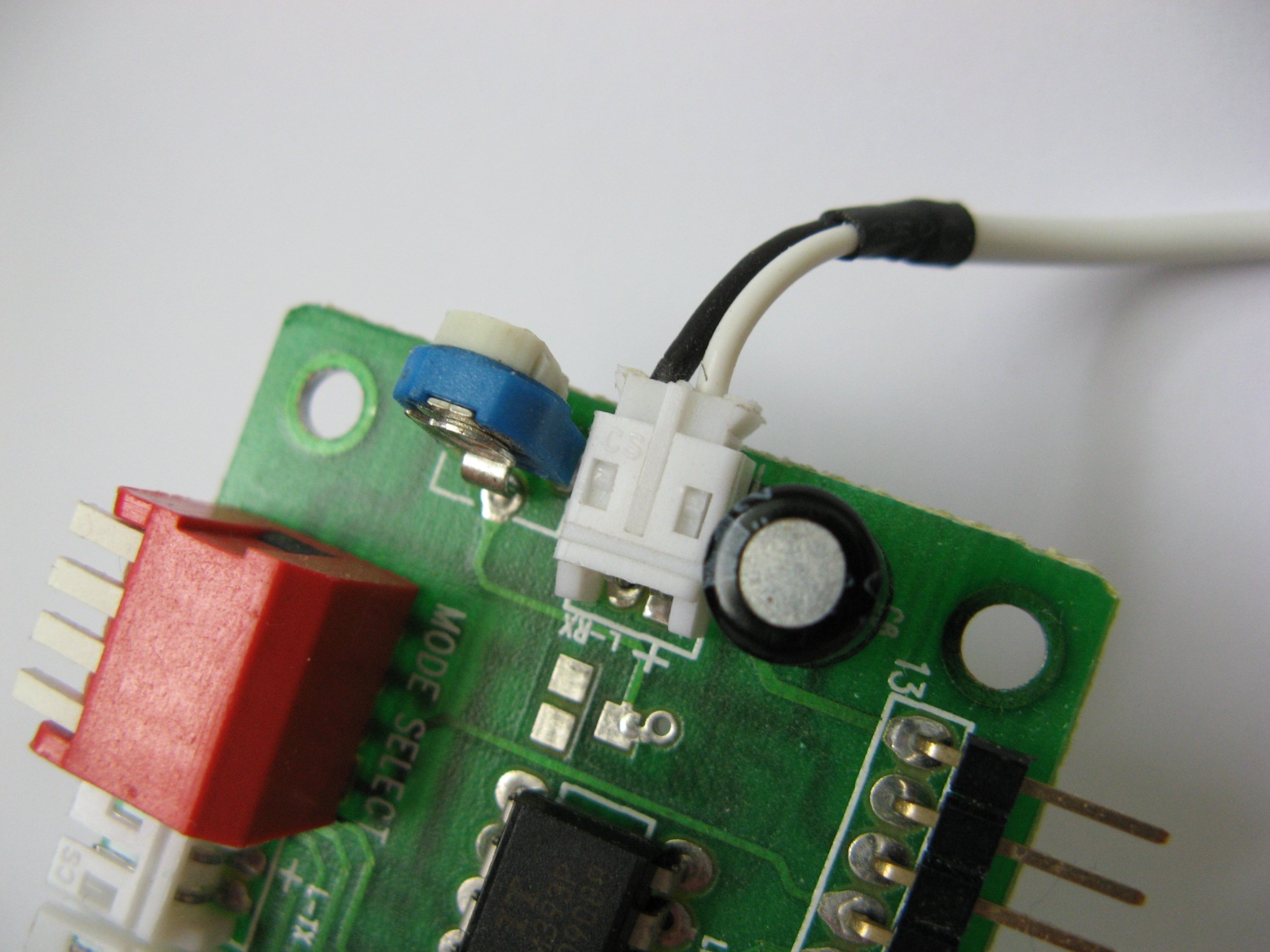
A piano-style DIP switch

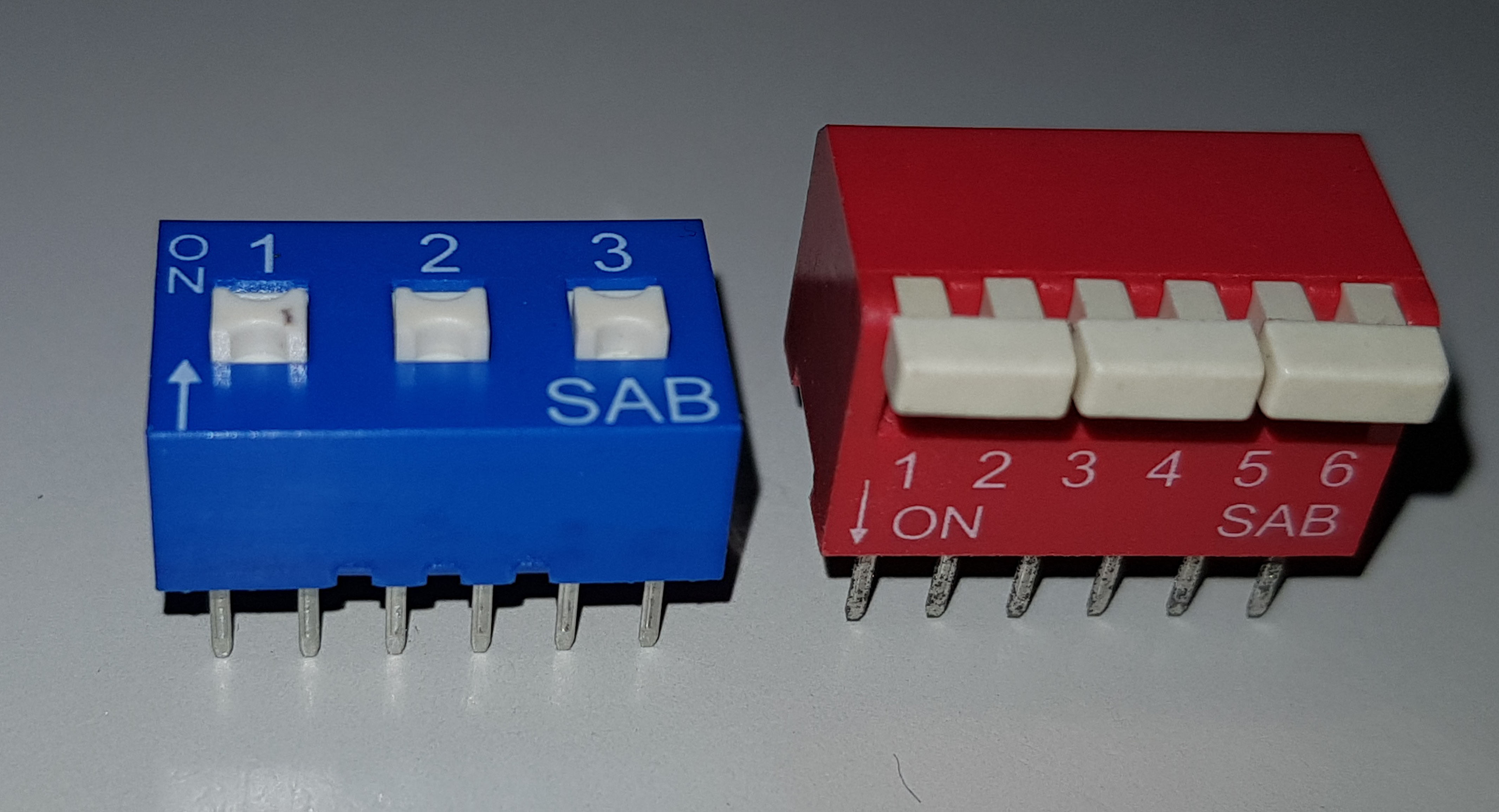
A 2PST-style DIP switch

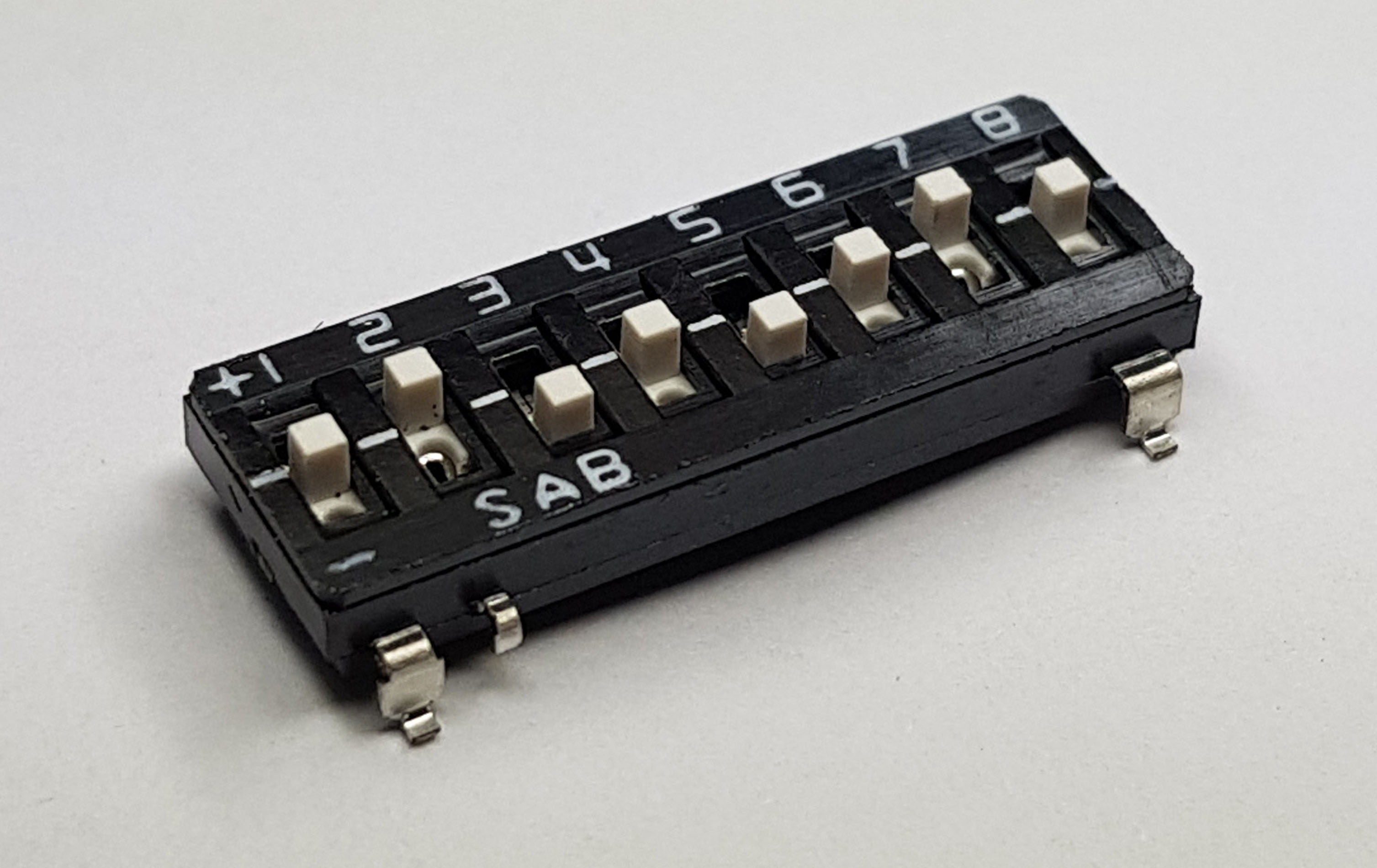
DIP-переключатель с трёхпозиционными приводными элементами

DIP-переключатель — это ручной электрический переключатель, который помещён вместе с несколькими другими переключателями в корпус типа dual in-line package (DIP). Этот термин может относиться как к индивидуальному переключателю, так и ко всей группе переключателей, помещённых в общий корпус.
Этот тип переключателей был разработан специально для использования на печатных платах и в других устройствах электроники и часто используется для задания настроек и режимов работы электронных устройств.

## История
Патент США 3621157 — самый ранний из известных патентов на DIP-переключатели. Он относится к DIP-переключателю с поворотными приводными элементами, который был изобретён Pierre P. Schwab. Заявка на патент была заполнена 1 июня 1970 года, выдан патент был 16 ноября 1971 года.
DIP-переключатель со скользящими приводными элементами описывается патентом США 4012608, выданным в 1976 году. Заявка на патент была подана в 1974 году. Он был использован в 1977 в игровом автомате Atari Flipper.